# Абдулла бін Нассер бін Халіфа Аль Тані
Абдулла бін Нассер бін Халіфа Аль Тані (араб. سعادة الشيخ عبدالله بن ناصر بن خليفة آل ثاني) — прем'єр-міністр Катару 26 червня 2013 — 28 січня 2020. Член катарського правлячого дому Аль Тані, обіймав посаду державного міністра внутрішніх справ Катару з 2005 по 2013 роки. При ньому Катар займав перше місце в рейтингу ефективності роботи урядів різних країн, який складає Всесвітній економічний форум.

## Рання біографія і освіта
Шейх Абдулла — далекий родич колишнього еміра Катару Хамада бін Халіфи Аль Тані; він є сином шейха Нассера бін Халіфи Аль Тані. Шейх Абдулла — правнук Ахмеда бін Мухаммеда Аль Тані, таким чином маючи загального предка, Мухаммеда бін Тані, Абдулла є троюрідним братом колишнього еміра Хамада.
Шейх Абдулла закінчив Військовий коледж Даргем (Велика Британія) в 1984 році та отримав ступінь бакалавра в галузі поліцейських знань. В 1995 році він також закінчив Бейрутський арабський університет, здобувши ступінь бакалавра в галузі законодавства.

## Кар'єра
Поступивши на військову службу в Катарі, він обійняв посаду патрульного офіцера при відділенні рятувальної поліціїу 1985 році. У 1989 році він обійняв посаду офіцера із забезпечення безпеки на стадіонах у столичному відділенні поліції з безпеки. Потім обійняв посаду помічника командира поліцейського відділення з надзвичайних ситуацій. Абдуллу призначено командиром бригади спецоперацій спеціальних сил безпеки відділу поліції і командиром спеціального підрозділу у складі спеціального відділу безпеки. 28 грудня 2001 року він став помічником командира відділення спеціальних сил безпеки зі спецоперацій. У вересні 2004 року він підвищений до звання бригадного генерала.
Після служби на різних посадах, 15 лютого 2005 року шейх Абдулла призначений державним міністром внутрішніх справ Катару. Призначений прем'єр-міністром 26 червня 2013 року в результаті перестановок в кабінеті міністрів, замінивши Хамада бін Джасіма бін Джабера Аль Тані на цій посаді. Одночасно він замінив за підсумками все тих же перестановок Абдуллу бін Халіда Аль Тані на посаді міністра внутрішніх справ.

## Особисте життя
Шейх Абдулла одружений і має 6 дітей.

## Звертання
- Шейх Абдулла бін Насер бін Халіфа Аль Тані (1965—1989)
- Його Високоповажність шейх Абдулла бін Насер бін Халіфа Аль Тані (2005—2013)
- Його Високість шейх Абдулла бін Насер бін Халіфа Аль Тані, прем'єр-міністр Катару (2013-теперішній час)

## Нагороди
Абдулла Аль Тані нагороджено численними нагородами, включаючи і Орден Почесного легіону (19 листопада 2009).